# HD 17156
HD 17156, или Нушагак— одиночная звезда в созвездии Кассиопеи, находящаяся примерно в 240 световых годах от Солнца. Вокруг звезды обращается, как минимум, одна планета и один кандидат в планеты.

## Характеристики
HD 17156 представляет собой жёлтый субгигант спектрального класса G0 IV, звезду, недавно покинувшую главную последовательность. Звезда гораздо больше и массивнее нашего дневного светила: её масса и радиус звезды составляют 1,275 и 1,50 соответственно. Основываясь на астрономических наблюдениях и звёздной активности, было установлено, что возраст звезды составляет около 3,37 млрд лет. Спектральные наблюдения свидетельствуют о высокой металличности. Видимая звёздная величина HD 17156 составляет 8,17m, т. е. её нельзя увидеть невооружённым глазом, но можно с помощью бинокля.

## Планетная система
В 2007 году в системе HD 17156 была обнаружена экзопланета. Это типичный газовый гигант, с массой втрое превышающей массу Юпитера. Он обращается по вытянутой эллиптической орбите (эксцентриситет 0,68) на среднем расстоянии 0,16 а. е. от родительской звезды и совершает полный оборот за 21,2 земных дня. Планета классифицируется как горячий юпитер. Открытие было совершено транзитным методом и с помощью измерения радиальных скоростей.
В феврале 2008 года было предложено существование ещё одной планеты в данной системе, находящейся в орбитальном резонансе 5:1 с планетой b. HD 17156 c, предположительно, представляет собой газовый гигант с массой 0,063 юпитерианских, который обращается на расстоянии 0,48 а. е от своей звезды. Год на нём длится 111 земных дней.